# Немчинов, Геннадий Петрович
Генна́дий Петро́вич Немчи́нов (25 июня 1950, г. Ишимбай) — советский и российский художник (печатная графика). Член Союзов художников РФ (с 2003) и РБ, секретарь Ассоциации художников Юга Башкирии.

## Биография
Живёт и работает в г. Ишимбае.
Участник региональных, зональных, международных и зарубежных выставок (с 1972 года). Дипломы Международных Биеннале в Санкт-Петербурге.
Персональные выставки проходили в Уфе, Екатеринбурге, Челябинске, Санкт-Петербурге, также в США, Японии.
Архитектор стелы преподавателям и ученикам школы № 1, павшим в боях за Родину (Ишимбай).

## Местонахождение произведений
- Башкирский государственный художественный музей им. М. В. Нестерова (Уфа)
- Чувашский государственный художественный музей[8], Чебоксары
- Ишимбайская картинная галерея, Ишимбай, РБ